# Amtsbezirk Groß Gerungs
Der Amtsbezirk Groß Gerungs war eine Verwaltungseinheit im Waldviertel in Niederösterreich.
Der Amtsbezirk war der Kreisbehörde in Krems an der Donau unterstellt und besorgte deren Amtsgeschäfte vor Ort. Die Zuständigkeit erstreckte sich neben Groß Gerungs auf die damaligen Gemeinden Arbesbach, Etzen, Fraberg, Griesbach, Heinreichs, Hypolz, Kainrathschlag, Kirchbach, Langschlag, Langschlager Waldhäuser, Altmelon, Mitterschlag, Oberkirchen, Pehendorf, Großpertenschlag, Pfaffendorf, Pretrobruck, Purrath, Rammelhof, Rappottenstein, Roiten, Rosenauer Waldhäuser, Siebenhöf, Klein Wetzles, Wiesensfeld und Wurmbrand.
Der Amtsbezirk umfasste dabei 27 Gemeinden mit 13.244 Einwohnern (lt. Zählung von 1851).